# Stazione di Bonassola
La stazione di Bonassola è una fermata ferroviaria della linea ferroviaria Genova-Pisa a servizio dell'omonimo paese.

## Storia

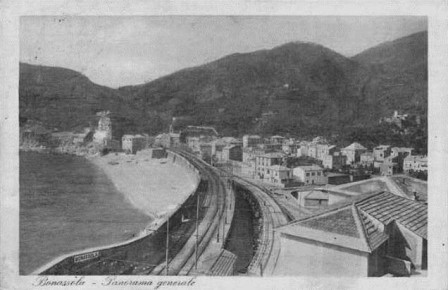
Panorama che evidenzia gli impianti della vecchia stazione

L'originaria stazione di Bonassola, che si trovava in posizione più a mare rispetto all'attuale, fu aperta il 24 ottobre 1874, assieme al tronco Sestri Levante-La Spezia che completava l'itinerario Genova-Pisa.
La stazione fu teatro di due gravissimi disastri ferroviari. Il primo si verificò il 30 marzo 1961 con l'incendio in galleria del rapido Torino – Roma Tirreno con in composizione l'ETR 214 ed alcune elettromotrici e rimorchi ALe+Le 840, che costò la vita a cinque persone. Il secondo avvenne il 16 gennaio 1965 a seguito di un'esplosione causata dal personale addetto allo scarico di alcune casse di esplosivo, destinate ai lavori di raddoppio. L'incidente provocò dieci morti, numerosi feriti ed anche notevoli danni materiali alle abitazioni circostanti.
Per il completamento del raddoppio da Framura a Monterosso, ultima sezione della "Tirrenica settentrionale" rimasta a semplice binario, si dovette attendere fino al 23 gennaio 1970, quando la vecchia stazione fu abbandonata e sostituita dall'attuale fermata.
Costruita nell'area adiacente all'antico castello medioevale, a circa 170 metri rispetto alla precedente, la nuova stazione venne edificata contestualmente ai lavori di raddoppio della linea estendendosi in parte negli imbocchi delle gallerie Monte Brino e Rossola; la distanza fra le punte estreme degli scambi risultò di 935 m. Il nuovo fabbricato viaggiatori fu edificato sul lato monte, assieme ad un fabbricato contenente 4 alloggi per il personale. L'intero tronco Framura-Monterosso fu inaugurato il 18 settembre 1970
A partire dal nuovo millennio, lo scalo è stato interessato da lavori di ristrutturazione, in vista della riapertura del bar e della biglietteria a sportello; in particolare, il salone principale del fabbricato viaggiatori è stato ridimensionato, con il rifacimento parziale della biglietteria.
Il bar ha cessato l'attività nel 2010; stessa sorte è toccata alla biglietteria a sportello, gestita dalla Pro Loco locale tra il 2006 e il 2012, nei soli giorni di sabato e domenica del periodo estivo.

## Strutture e impianti

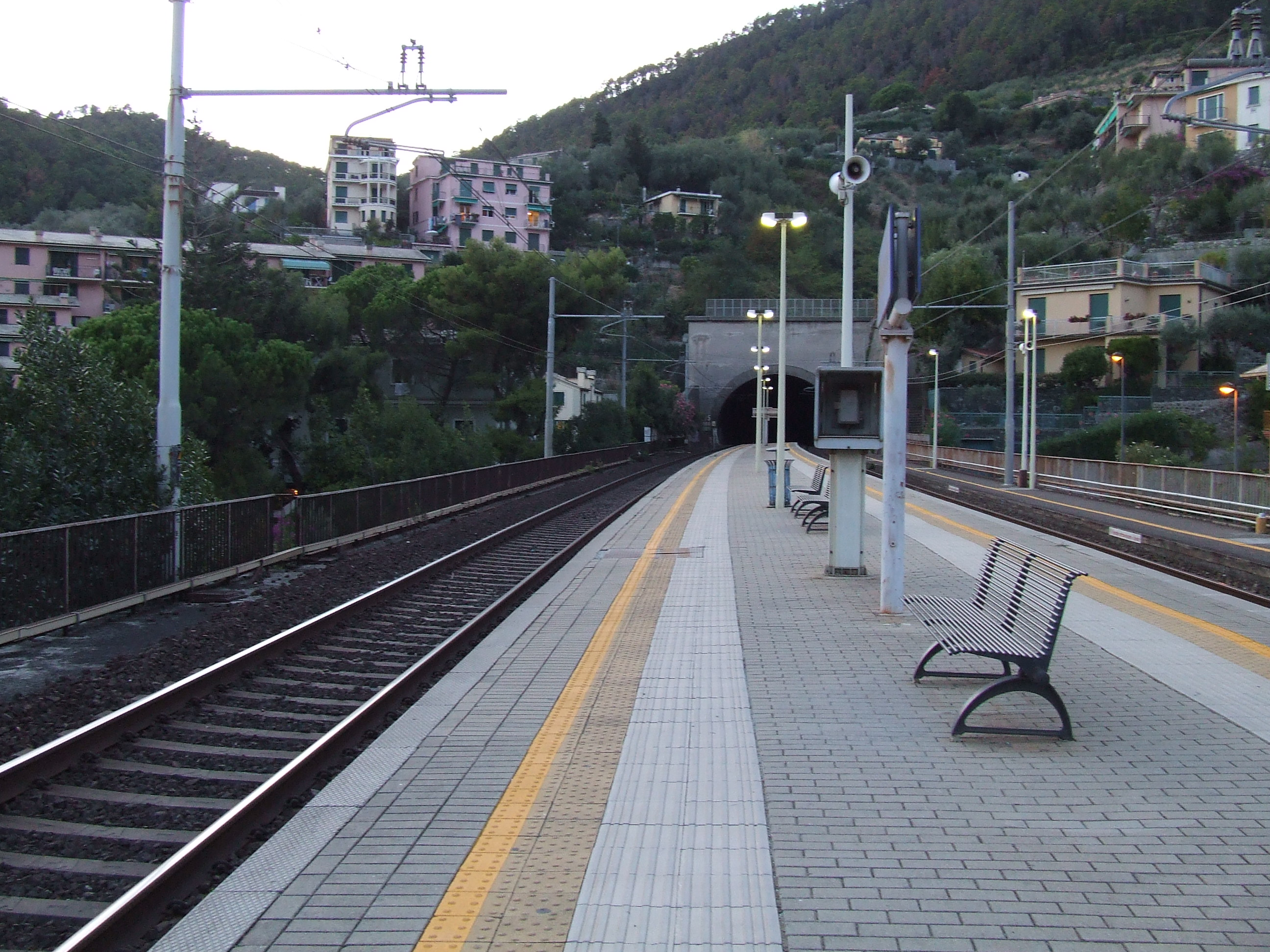
Vista del Binario 2 in direzione Genova

La fermata dispone unicamente di due binari di corsa. Il piccolo scalo merci, ubicato a est rispetto al fabbricato viaggiatori, risulta trasformato in parcheggio. I servizi igienici risultano murati.

## Movimento
La stazione è servita dalle relazioni regionali Trenitalia svolte nell'ambito del contratto di servizio con la Regione Liguria.

## Servizi
La stazione offre i seguenti servizi:
- Biglietteria automatica
- Sala d'attesa

## Interscambi
Dal parcheggio antistante allo scalo, effettua fermata il servizio automobilistico, collegante il borgo ligure con le frazioni di San Giorgio, Costella e Serra.
- Fermata autobus